# БДЖ – Товарни превози
„БДЖ – Товарни превози“ ЕООД е държавно дружество. „БДЖ – Товарни превози“, заедно с „БДЖ – Пътнически превози“ са двете дъщерни дружества на „Холдинг БДЖ“ ЕАД. Дъщерните дружества са създадени след преструктуриране на БДЖ през 2007 г., като в първоначалната структура дружествата са общо три – освен „Товарни превози“ и „Пътнически превози“ съществува и трето дружество – „БДЖ – Тягов подвижен състав (Локомотиви)“ ЕООД.

## Ръководство
Управители на „БДЖ – Товарни превози“ ЕООД
от м. ноември 2019 г. е инж. Иван Личев 
м. май 2017 г.-ноември 2019 е инж. Любомир Илиев.